# Рођано (Варезе)
Рођано је насеље у Италији у округу Варезе, региону Ломбардија.
Према процени из 2011. у насељу је живело 311 становника. Насеље се налази на надморској висини од 386 м.